# Sauce (Corrientes)
Sauce is een plaats in het Argentijnse bestuurlijke gebied Sauce in de provincie Corrientes. De plaats telt 9.115 inwoners.